# Werk Serrada

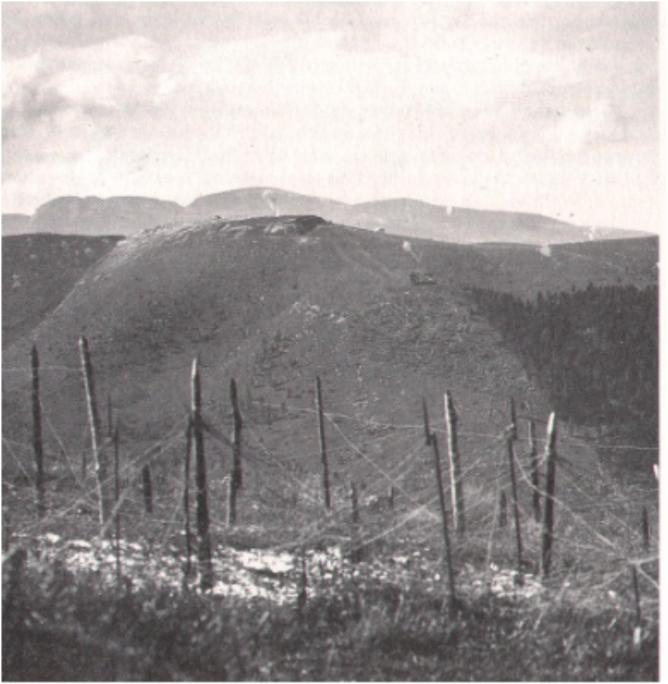
Werk Serrada unter Beschuss, Mai 1915

Das Werk Serrada (italienisch Forte Dosso del Sommo) liegt etwa vier Kilometer südlich der Gemeinde Folgaria in 1670 Metern Höhe. Es gehörte zu den österreichischen Festungswerken an der Grenze zu Italien.

## Aufgabe
Das Werk sollte die Straße des Val Terragnolo aus Süden und den Passo Coe mit der Straße aus Tonezza im Südwesten sperren. Ein Durchbruch durch die erstere hätte direkt nach Rovereto, durch die Zweite nach Calliano im Etschtal geführt. Damit wäre die Etschtalfront vom Rücken her aufzurollen gewesen.

## Baubeschreibung
Begonnen im Jahre 1911 wurde die Baumaßnahme am 12. September 1914 durch den Hauptmann Karl von Bedekovic abgeschlossen. Die Planung war vom Hauptmann im Geniestab R. Mayer durchgeführt worden.
Es war das zuletzt gebaute des Festungsriegels und das modernste an der italienischen Front. Man hatte, ähnlich wie bei den übrigen Werken der k.u.k. Armee in der Werkgruppen Folgaria und Lavarone und im Gegensatz zu den älteren Werken der sogenannten Periode Vogl, nicht einen kompakten Komplex errichtet, sondern die Geschütze auf zwei Batterieblocks (deren hinterer gleichzeitig zur Unterbringung diente) getrennt (zergliedert) aufgeführt. Dadurch verringerte sich bei einer Beschießung die Trefferwirkung. Die beiden Blocks waren seitlich versetzt und hintereinander gestaffelt angeordnet. Sie waren durch eine betonierte Poterne miteinander verbunden (diese hielt der Beschießung nicht stand und wurde ab Juni 1915 durch eine durch den Fels getriebene Poterne ersetzt). Der vordere MG-Block und die Frontgrabenstreiche waren durch einen Stollen mit dem vorderen Batterieblock verbunden. Umgeben war die Anlage an drei Seiten von einem bis zu sieben Meter tiefen Graben. Nahkampfanlage und vorderer Batterieblock sind bei diesem System bereits etwa 45 Meter voneinander entfernt; das sind mehr als 50 Prozent der Längsstreuung eines schweren Steilbahngeschützes der damaligen Zeit. Die Munitionsmagazine wurde hier bereits in Deckung des gewachsenen Fels angelegt (d. h. die Bauten schmiegten sich mit der Feindseite an den Fels an) und waren über Aufzüge mit den Geschützen verbunden.
Die zwischen 2,5 und 2,8 Meter starke Decke war über den Kasematten mit I-Trägern bewehrt, nicht jedoch die oberirdisch angelegte Poterne zwischen dem Batterie- und dem Kasemattblock, was hier zu Durchschlägen bereits mit dem Kaliber 28 cm führte (die bewehrten Decken konnten erst mit dem Kaliber 30,5 cm durchschlagen werden). Die Stärke der I-Träger betrug im obersten Stockwerk NP 40 (40 cm hoch), in den Zwischendecken NP 26.
Die Werksdecke war mit verzinktem Blech abgedeckt und so gegen Witterungseinflüsse geschützt. Ebenfalls waren für die Geschützpanzertürme Blechhauben als Witterungsschutz vorhanden. Diese konnten jedoch nur in der Friedenszeit benutzt werden. Nach der Mobilmachung gab es nur noch eine kleine Blechhaube über den Öffnungen in der Panzerkuppel.
Die Baukosten wurden mit 1.900.000 Kronen veranschlagt und um 69.000 Kronen überschritten.

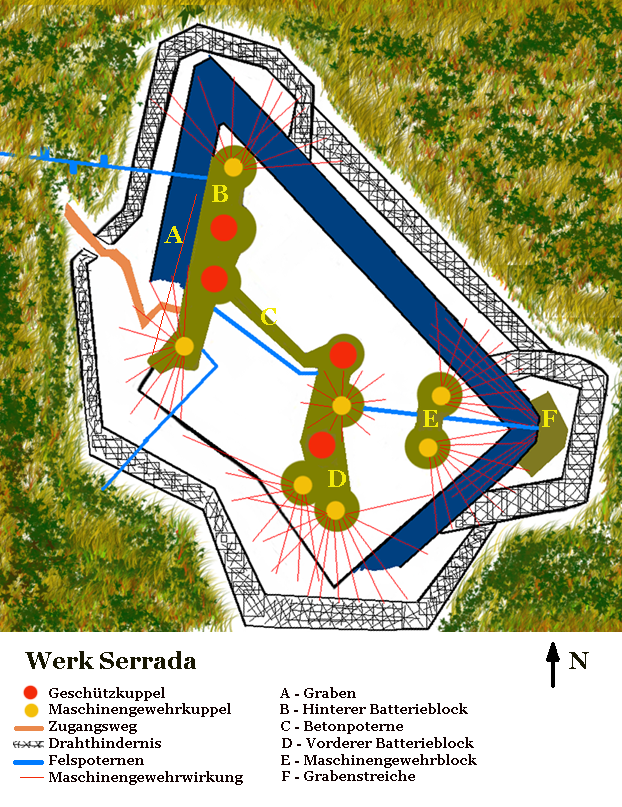
Plan von Werk Serrada

### Die Anlage im Einzelnen
- Grabenstreiche

Die Grabenstreiche war zweistöckig mit zwei 6-cm-Kasemattkanonen M.10 im Untergeschoss und zwei Panzerkasematten mit je zwei Maschinengewehren im Obergeschoss. Es waren zwei Scheinwerfer mit einem Durchmesser von 25 cm vorhanden.
- Vorderer Maschinengewehr-Block

Zwei fixe MG-Panzerkuppeln mit je zwei Maschinengewehren Schwarzlose M7/12. Hier konnten bis zu 20 zusätzliche Infanteristen untergebracht werden, die zur Nahverteidigung außerhalb des Blocks in vorbereitete Stellungen eingesetzt werden sollten. Dieser Komplex besaß daher einen rückwärtigen Ausgang auf das Werksverdeck, der durch einen kleinen Zwinger gesichert war. Der Gang vom Batterieblock zur Grabenwehr führt hier durch.
- Vorderer Batterieblock

Zwei Haubitzpanzerkuppeln mit je einer 10-cm-Turmhaubitze T.H. M.9 in Depressionslafette, zwei fixen MG-Panzerkuppeln mit jeweils einem und zwei Maschinengewehren und einer drehbaren Beobachtungs-Panzerkuppel, die mit einem Maschinengewehr bestückt werden konnte. Auf dem Verdeck konnte (in der beschussfreien Zeit) ein Scheinwerfer mit 60 cm Durchmesser aufgestellt werden. Dieser hatte unter anderem die Aufgabe, die Straße zum Monte Maggio auszuleuchten. Der Batterieblock verfügte über zwei Etagen, wobei die untere fast ausschließlich aus einem Verbindungsgang bestand, in den die Poterne vom hinteren Kasematt/Batterieblock mündete, sowie der unterirdische Gang zum Maschinengewehrblock abzweigte. Des Weiteren befanden sich im rechten Teil die Basis für die beiden fixen Maschinengewehrkuppeln, ein Munitionsmagazin und ein Bereitschaftsraum. Ebenfalls in diesem Bereich lag ein Abort.
- Rückwärtiger Batterie- und Kasemattblock

Zwei Haubitzpanzerkuppeln mit je einer Turmhaubitze M.9 in Depressionslafette. Jede dieser Kuppeln verfügte über einen Scheinwerfer mit einem Durchmesser von 35 cm. An den Enden des Gebäudes saßen auf dem Verdeck zwei fixe MG-Panzerkuppeln mit je zwei Maschinengewehren, in der Kehlgrabenwehr eine Panzerkasematte mit einem 25-cm-Scheinwerfer und mit einem Maschinengewehr zur Bestreichung der Kehle. In diesem Block waren auch der Unterkunfts- und Versorgungsbereich untergebracht. Der Komplex bestand aus vier Stockwerken:
- Kellergeschoss

2 Brennmaterialdepots
1 Geniematerialdepot
1 Artilleriematerialdepot
1 Werkstatt mit Depot
1 Akkumulatorenraum
1 Maschinenraum (Stromaggregat)
1 Treibstoffdepot
1 Mannschaftsunterkunft
1 Defensibles Wachzimmer
1 Eingang mit Zwinger
1 Unterer Bereich des Kehlkoffers mit Abort und Gruft für sechs Särge
2 Stiegenhäuser zum Erdgeschoss
- Erdgeschoss

1 Behandlungszimmer
1 Krankenstation
2 Proviantdepots
3 Mannschaftsunterkünfte
1 Küche
1 Offiziersunterkunft
1 Arzt/Kommendantenzimmer
1 Kehlkoffer mit Panzerkasematte für zwei Maschinengewehre und einem Abort
2 Stiegenhäuser
1 Munitionsmagazin für 10-cm-Turmhaubitzen
2 Manipulationsräume mit Munitionsaufzügen
- Obergeschoss

1 Mannschaftsunterkunft mit optischer Signalstation zum Monte Biaena und Monte Finonchio
1 Mannschaftsunterkunft mit optischer Signalstation zum Monte Cornetto und Zwischenwerk Sommo, Telefonzentrale und Bereitschaftsraum
8 Unterkunftsräume für die Mannschaft
1 Kehlkoffer mit Waffenstation, Abort und optischer Signalstation
2 Stiegenhäuser
1 Munitionsmagazin für 10-cm-Turmhaubitzen
2 Manipulationsräume mit Munitionsaufzügen
- Deckengeschoss

1 dreiteilige Panzerkuppel für drei Maschinengewehre und einen Scheinwerfer 25 cm (links)
1 dreiteilige Panzerkuppel für vier Maschinengewehre und einen Scheinwerfer 35 cm (rechts)
2 Turmhaubitzen M.9
1 Munitionsmagazin für die Maschinengewehre
1 Munitionsmagazin für die Turmhaubitzen
1 Poterne zu den vorgelagerten Kampfständen mit gesichertem Ausgang auf das Werksverdeck
2 Stiegenhäuser
Die beiden Batterieblocks waren durch eine in Beton oberirdisch angelegte Poterne verbunden. Die Kommunikation zwischen dem vorderen Batterieblock, dem Maschinengewehrkomplex und der Grabenstreiche war ein unterirdischer, durch den Felsen getriebener Gang. Nachdem die Betonpoterne zwischen den beiden Batterieblocks zerstört worden war, wurde sie durch einen 56 Meter langen unterirdischen Gang ersetzt.
Nach den Erfahrungen, die man bei der Beschießung insbesondere der Werke Verle und Lusern gemacht hatte (durch das ständige Feuer mit mittleren Kalibern auf die Zugangsstraßen waren diese unpassierbar geworden), begann man auch bei Serrada mit dem Bau einer unterirdischen Zugangspoterne, die 260 Meter lang, vom linken Teil des Kasemattblocks nach Nordwesten führte. Da die Ventilation des Werks ursprünglich im Kehlgraben lag, von wo ständig die Sprenggase der explodierenden Granaten angesaugt wurden, nutze man diesen Tunnel jetzt auch zur Versorgung mit Frischluft. Auf die Gesamtlänge verteilt, wurden 13 Kavernen in den Felsen geschlagen, um der Besatzung bei etwaigem Beschuss mit 30,5-cm-Granaten sichere Deckung zu bieten. Der Bau dieses Tunnels dauerte vom 2. September bis zum 29. November 1915.

## Besatzung
Als normierte Kriegsbesatzung waren Detachements des k.k. Landesschützen-Regiments „Trient“ Nr. I, des Festungsartilleriebataillons Nr. 6 aus Trient und Chiesa di Lavarone eingeteilt; insgesamt vier Offiziere sowie 227 Mannschaften. Da sich diese Einheiten jedoch beim Kriegsausbruch mit Italien alle an der Ostfront befanden, griff man zunächst auf alles zurück, was gerade greifbar war (insgesamt standen für die gesamte Front nur die zweitklassigen Infanterie-Truppendivisionen Nr. 90–94, 49 Artilleriebatterien und geringe Kavalleriekräfte zur Verfügung). Die artilleristische Besatzung für alle Werke bestand daher neben möglichen Verbänden der vorgesehenen Stammbesatzung aus der 2. Kompanie des Festungsartilleriebataillons Nr. 1 aus Tenna (Bataillonskommandant Oberstleutnant Ludwig Pengov) und der 1. – 4. Kompanie des Festungsartilleriebataillons Nr. 8 aus Haidenschaft und Wippach (Bataillonskommandant Oberst Alfred Langer).
Die infanteristische Verteidigung aller Werke lag zunächst bei einem gerade zur Verfügung stehenden Marschbataillon des k.k. Landesschützen-Regiments Innichen Nr. III. Nicht direkt zur Werksbesatzung, jedoch zur Nahverteidigung, waren auch Standschützen aufgeboten. Das Artilleriekommando in den Werken lag beim Festungartilleriebataillon Nr. 6 (wie alle einsatzfähigen Truppenverbände war auch das FstArtBaon Nr. 6 bei Kriegsbeginn zunächst an die Ostfront verlegt worden).

## Kampfhandlungen
Am 25. Mai 1915, gegen 4:00 Uhr am Morgen feuerte eine italienische 28-cm-Haubitze vom Monte Toraro (1817 m) aus der Nachbarschaft von Forte Campomolon über eine Entfernung von etwa 9,5 Kilometern den ersten Schuss auf Werk Serrada ab. Von Mai bis Ende Oktober 1915 feuerten die Italiener 4229 Granaten vom Kaliber 28 cm auf das Werk, das bei einer Trefferquote von 11,5 % nur mäßig beschädigt wurde. Die nur versenkt, aber nicht unterirdisch angelegte Betonpoterne zwischen dem Kasematten- und vorderen Batterieblock hielt dem Beschuss jedoch ab dem 9. Juni 1915 nicht mehr stand. Sie wurde ab dem 9. Juni 1915 durch zwölf direkte Treffer auf engstem Raum streckenweise zerstört, sonst gab es keine Durchschläge. Auf die Panzerteile fielen 28 Treffer, wobei es einen Durchschlag im Vorpanzer der Turmhaubitze Nr. I gab. Dieses Geschoss erwies sich jedoch als Blindgänger. Ein Volltreffer auf die Kuppel der Turmhaubitze Nr. II verursachte lediglich eine 11 cm tiefe Delle. Der drehbare Beobachtungsstand wurde auf den Vorpanzer getroffen und fiel für vier Tage aus. Das Werk Serrada selbst verfeuerte während des Krieges insgesamt 26.103 Granaten vom Kaliber 10 cm und damit mehr als jedes andere Werk der Werkgruppen Folgaria und Lavarone.
Nach dem Beginn der Beschießung wurden die Wetterschutzhauben der Panzerkuppeln etwas abseits vom Werk platziert, um so die Italiener zu täuschen. Tatsächlich wurden die vier Blechhauben über mehrere Tage hinweg beschossen, bis man das Versehen bemerkte.
Der Versuch das Werk artilleristisch niederzukämpfen wurde von den Italienern nicht so konsequent durchgeführt wie gegen die in der Hauptstoßrichtung liegenden Werke Verle, Lusern und Vezzena, da keine 30,5-cm-Haubitzen eingesetzt wurden. Dazu kommt, dass es zu keiner Zeit einem Infanterieangriff ausgesetzt war.

## Zwischenkriegszeit und heutiger Zustand
Im Juli 1931 diente Serrada als Ziel für ein Probeschießen der italienischen Armee, die hiermit Erfahrungen für ihre neue Festungslinie, den Alpenwall (Vallo Alpino), sammeln wollte, der ab 1932 an den Grenzen zu Frankreich, Jugoslawien und Österreich errichtet wurde. Um den senkrechten Einschlag eines aus 10 km Entfernung abgefeuerten Geschosses zu simulieren, brachte man eine 30,5-cm-Küstenhaubitze L 17 auf einem improvisierten Holzschlitten in nur 127 m Entfernung in Stellung und gab damit einige Schüsse im Höhenrichtbereich von ca. 89,8° auf den Beton des vorderen Batterietrakts in der Höhe der Turmhaubitze Nr. II ab. Zuvor hatte man eine Reihe von Berechnungen durchgeführt, um die Mündungsgeschwindigkeit zu verringern und vor allem das richtige Gewicht der Ladung mit etwa 8 kg zu ermitteln. Da die 30,5-cm-Küstenhaubitze L 17 in ihrer Lafette lediglich einen Höhenrichtbereich von max. 65° zuließ, war der optimale Auftreffwinkel der Granaten während der Beschießung nicht erreicht worden – auch wenn die Einschläge bereits in diesem Winkel verheerende Folgen hatten. Man nutzte daher diese Versuche, um Erkenntnisse im optimalen Auftreffwinkel herauszufinden. Ferner führte man Versuchssprengungen am Panzerstahl durch. Hierbei zeigte sich noch einmal die hohe Qualität der österreichischen Bauweise. Im Rahmen dieser Versuche wurden auch Tests von Funkverbindungen aus Panzerkuppeln zwischen den Werken Sommo und Serrada durchgeführt.
Da die Beschießung der Folgaria-Gruppe nicht so stark war wie die der Lavarone-Gruppe (Lusern und Verle), waren auch hier die Beschädigungen nicht so gravierend. In der Mussolini-Ära wurden zur Gewinnung von Stahlschrott die Stahlträger der Bewehrung und die sonstigen Panzerteile aus den Werksdecken gesprengt und dadurch erheblicher nachträglicher Schaden angerichtet. Trotzdem ist das Werk Serrada im Gegensatz zu verschiedenen Nachbarwerken relativ wenig beschädigt worden und kann betreten werden.
Im Werk fand (oder findet noch?) Ausbildung des italienischen Zivilschutzes von Trümmersuchhunden statt. Das Werk kann von Serrada aus mit der Seilbahn zum Rifugio Baita Tonda auf der Martinella (1604 m) erreicht werden.